# Penydarren
Penydarren är en community i Storbritannien.   Den ligger i kommunen Merthyr Tydfil och riksdelen Wales, i den södra delen av landet, 220 km väster om huvudstaden London.
Penydarren ligger i den norra delen av tätorten Merthyr Tydfil.
År 1804 provkördes här för första gången ett ånglok (med namnet Penydarren) på ett järnvägspår. 